# Mama Baker
Mama Baker fue un grupo de pop y rock alternativo, creado en Granada (España), a finales de 1991. La banda quedó sin actividad en 2006.

## Historia del grupo

### Los comienzos
La banda se forma en 1991, y originalmente adopta el nombre de La Banda de Mama Baker, nombre tomado de un cómic, aunque al poco tiempo lo acortaron. A pesar de su inclusión en la hornada de grupos de principio de los noventa, Mama Baker no fueron un grupo indie, ni se apuntaron a la moda noise, ni cantaban en inglés, lo que les dio un cierto aire ochentero.
En 1993 ganan el concurso de grupos de La Marquesa y, unos meses después, el Iznarock’94 , ambos en Granada. Es en 1994, cuando la banda realiza su primera grabación, «Hay algo que me vigila» , autoproducida como maqueta y distribuida con el fanzine Música en Blanco y Negro, lo que les permite acceder a un reconocimiento más amplio y aparecer en medios de ámbito nacional.
Entre 1995 y 1997, el grupo realiza varias giras por toda España, teloneando a grupos como Lemonheads , Babes in Toyland , Los Planetas o Lagartija Nick, complementando las actuaciones con su segunda maqueta, «Mama Baker 2020».

### Primer disco
En 1997 fueron finalistas en el VII Concurso Villa de Bilbao y ganadores del Oviedo Múltiple, premio que incluía la grabación de un disco con el sello Subterfuge. La compañía mostró muy poco interés y, de hecho, la banda grabó su primer disco ese otoño con otra discográfica. El disco, Lunar (Boomerang, 1997) , tuvo una recepción muy positiva en los medios (Rocksound, Radio 3, donde sonaron abundantemente)
En los dos años siguientes, el grupo vio lastrado su despegue debido a que parte de sus miembros (Miguel Haro y Nani Castañeda), militaban también en otra banda, Niños Mutantes , que había editado disco con el sello Astro Records , con mejor suerte.

### Segundo disco
Al llegar el año 2000, Nani Castañeda adopta la decisión de mantenerse exclusivamente con Niños Mutantes, y su puesto lo cubre Tacho González , el que fuera batería del grupo 091. Con la formación reformada, el grupo se mete en el estudio y graba su segundo álbum, El mar de la intranquilidad ( Big Bang, 2001)
El disco tiene una buena aceptación en los medios, y suena abundantemente en radio (Cadena 100 , Radio 3) . El tema elegido para el primer sencillo y el correspondiente videoclip , «Oxidado», obtiene el premio como Mejor canción del año en los Premios de la Música de Andalucía 2001, y el grupo interviene en casi todos los grandes festivales españoles, incluido el FIB , en Benicassim. Sin embargo, las ventas no acompañan y la banda no logra la proyección esperada.

### Última época
La desaparición del sello Big Bang (2003), dejó a la banda sin discográfica, y los contactos con otras independientes (Astro) no llegaron a fructificar. Además, el impulso de la carrera de Niños Mutantes y el cansancio ante las dificultades para lograr la proyección deseada, llevaron al grupo a plantearse dar por finalizada su trayectoria, a pesar de que continuaron con un aceptable ritmo de conciertos. Finalmente. en mayo de 2006, Mama Baker da su último concierto en Granada, con la presencia de buena parte de los miembros de bandas señeras de la ciudad.